# T74排用機槍
T74排用機槍是中華民國陸軍為了接續已經服役多年的57式機槍，由聯勤205兵工廠參考比利時Fabrique Nationale生產的FN MAG所自生研發的通用機槍，編號當中的「74」代表是在民國74年（1985年）完成預量產型而定名。

## 設計及發展歷史
比利時的FN MAG於1958年推出，受到許多國家採用。聯勤在設計T74時參考了FN MAG的優缺點，並考量聯勤自身的工藝能力與戰術思想，再進行修改。T74修改的部分包括一些設計上的小細節，以改進FN MAG的缺點並更加適合中華民國軍人的平均體型與用槍習慣。
T74採彈鏈進彈，腳架則直接沿用57式機槍的兩腳架（但觸地端構形不同），亦可使用其他型號的三腳架。與FN MAG相較之下機匣較粗大，槍管自機匣前伸後無明顯粗細變化，根部並有提把。T-74槍口裝置亦較長，有向四周開放的條形縫隙。其下方導氣管平行槍身，導管前端為腳架支撐座。此外T74的準星座為固定在槍管上，原因在於非固定式的加工難度會較高，照門並多了風偏調整鈕。
T74的槍管可以快速拆卸，可在3秒內完成，且無須使用石棉手套。槍管上與FN MAG前期的設計一樣，都有散熱螺紋。T-74的射擊精度亦較M60通用機槍高，而且也可加裝光学瞄准镜和夜視鏡。槍枝槍托形狀設計考慮人體工學，曲線特殊並有多道縱向防滑稜。其所射擊的穿甲彈可在有效射程內貫穿3公釐的鋼板。
生產配發給陸軍的T74耐用度高，其中回聯勤廠檢修的部分T74射擊已超過20萬發，機匣仍完好如初，在部隊中有「金剛槍」的稱譽。除了憲兵警衛部隊以外，陸軍與海軍陸戰隊皆大量採用。

### 特色
槍身結構牢固，閉鎖擊發確實，故障率低。

可配合實際狀況需求，作為三段調整，改變射速。

槍管以最新之冷鍛方式製成，精度佳，且能快速更換槍管。

貫穿力強，可貫穿1200公尺處的美制M1鋼盔或2.28公厘鋼板。

可裝置光學瞄準鏡及夜視鏡，野戰拆解及保養容易。

後座力大，穩定性較差，可配合兩腳架穩固。

## 圖片

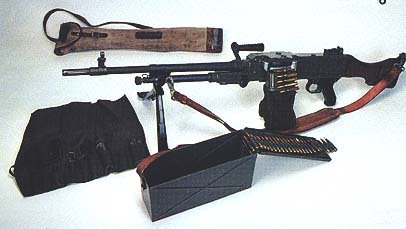
Ksp-58B通用機槍
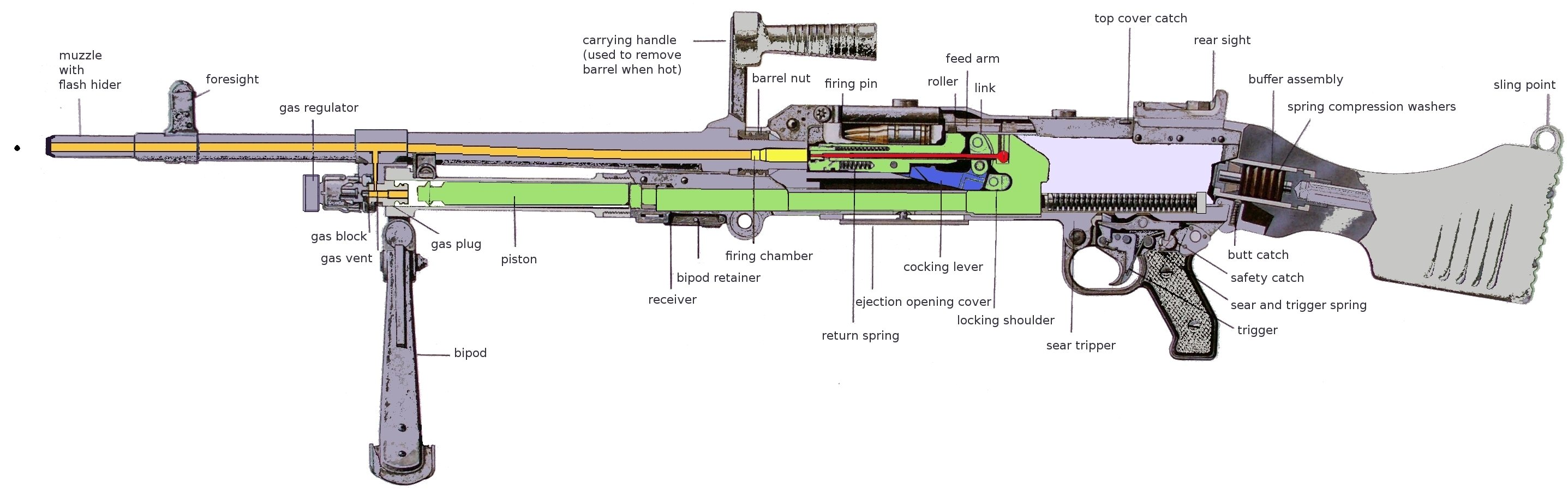
FN MAG通用機槍各部圖解
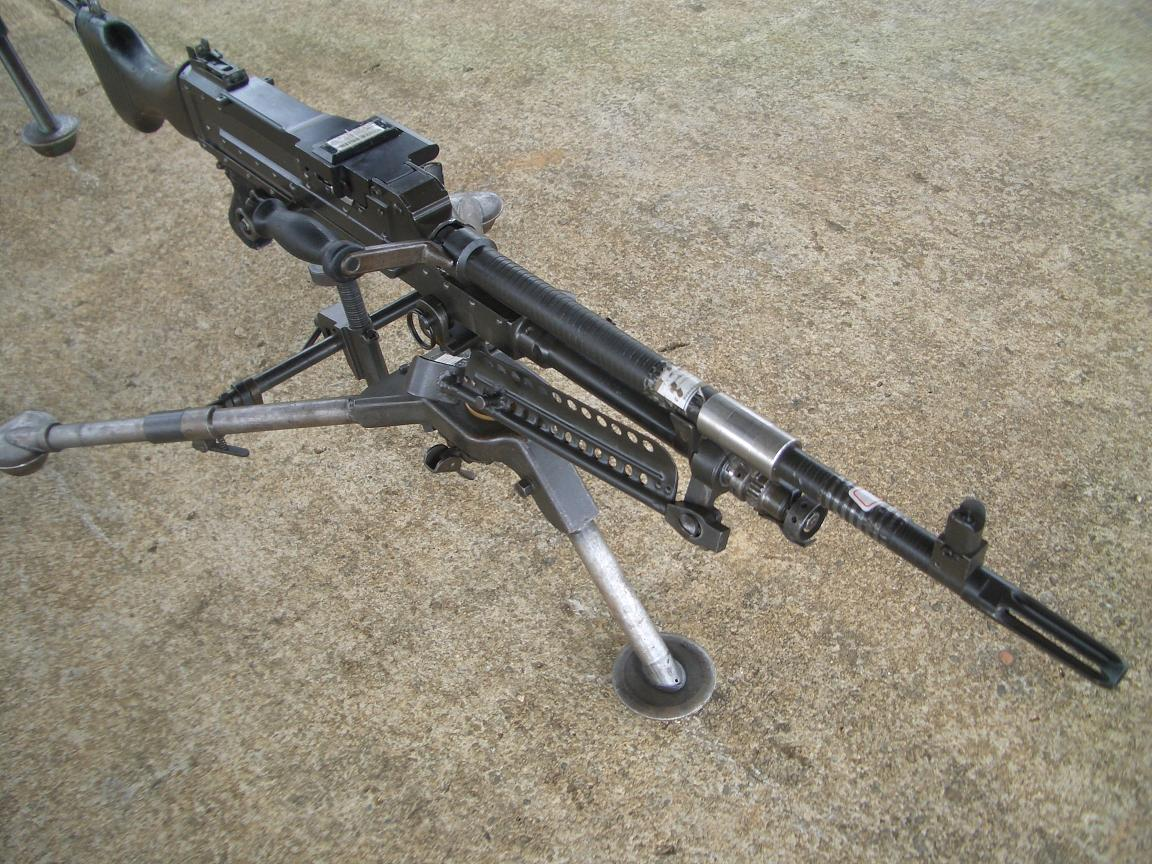
架在三腳架上的T74排用機槍
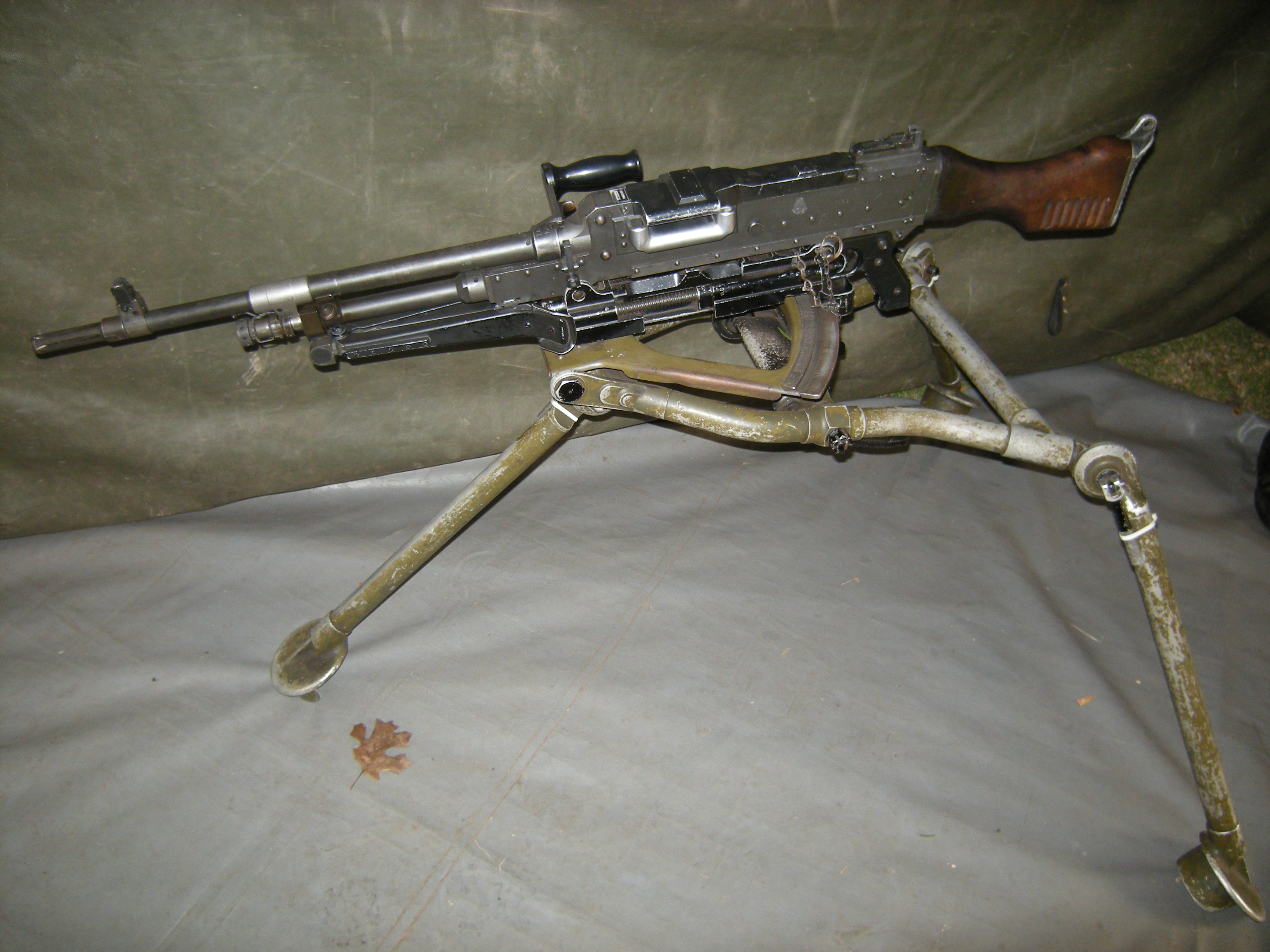
架在三腳架上的FN MAG通用機槍
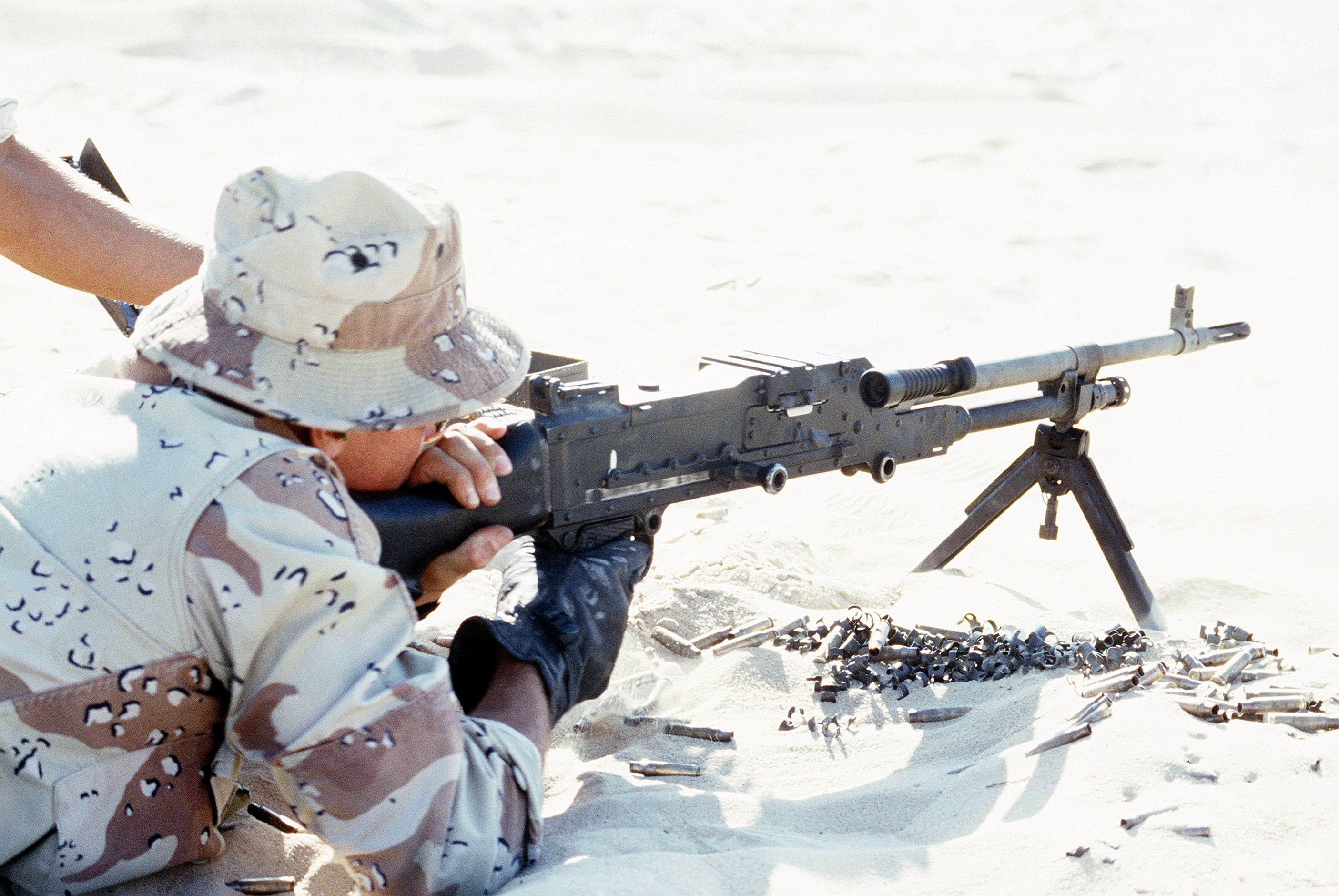
美國海軍陸戰隊員使用英國編號L7A2的FN MAG通用機槍開火射擊
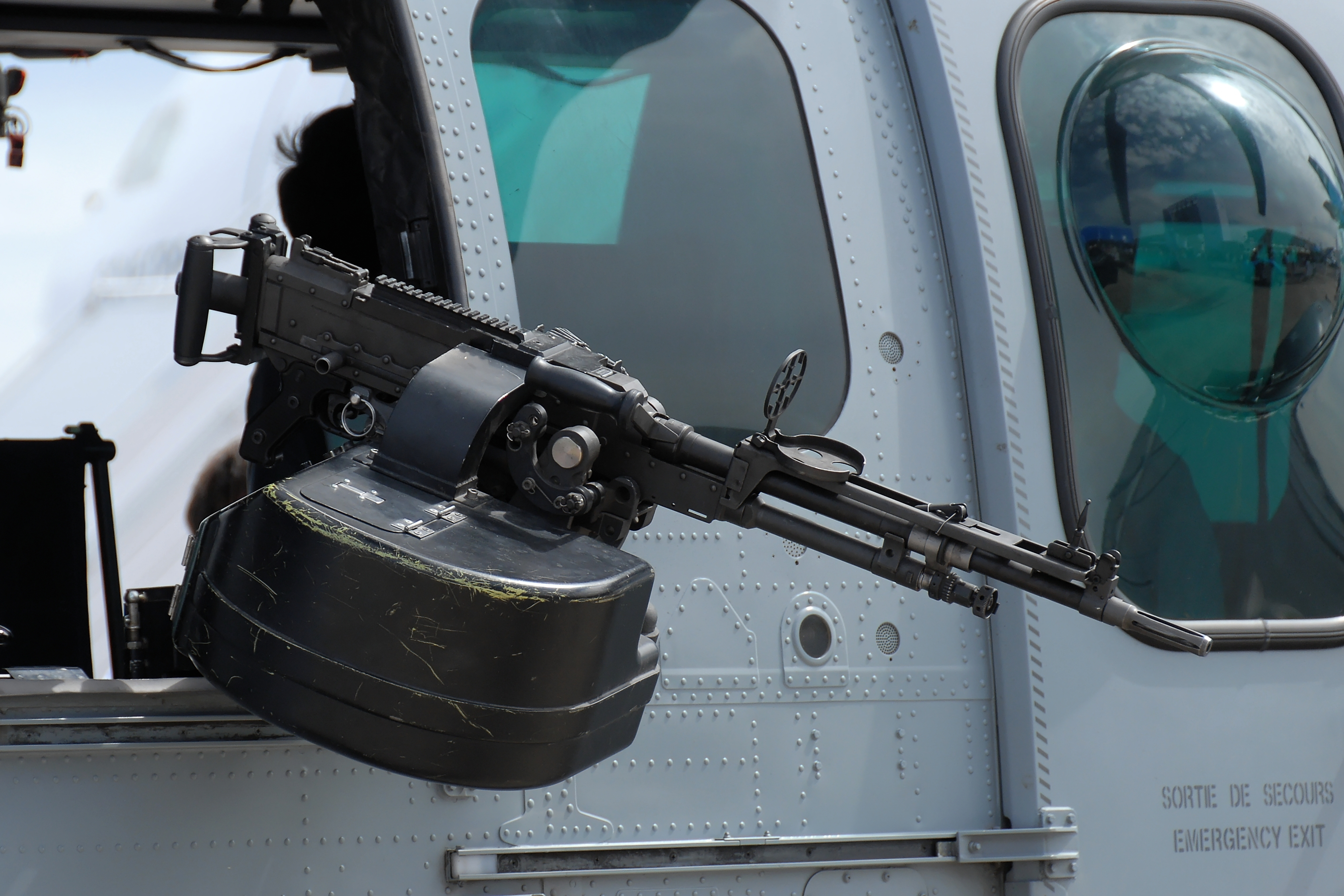
2007年在法國巴黎Le Bourget機場舉辦的國際航空展，裝在Eurocopter美洲豹（Cougar）MkII EC-725直升機上的FN MAG通用機槍
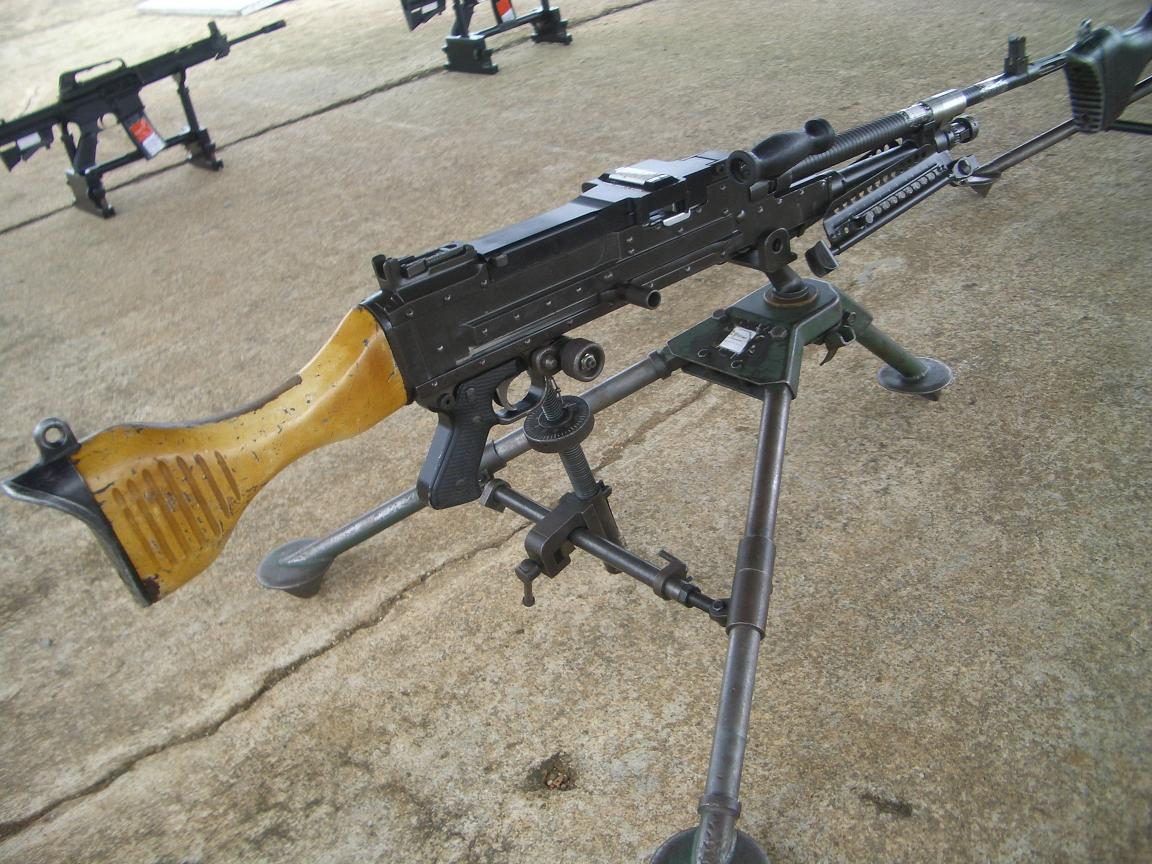
木制槍托的T74
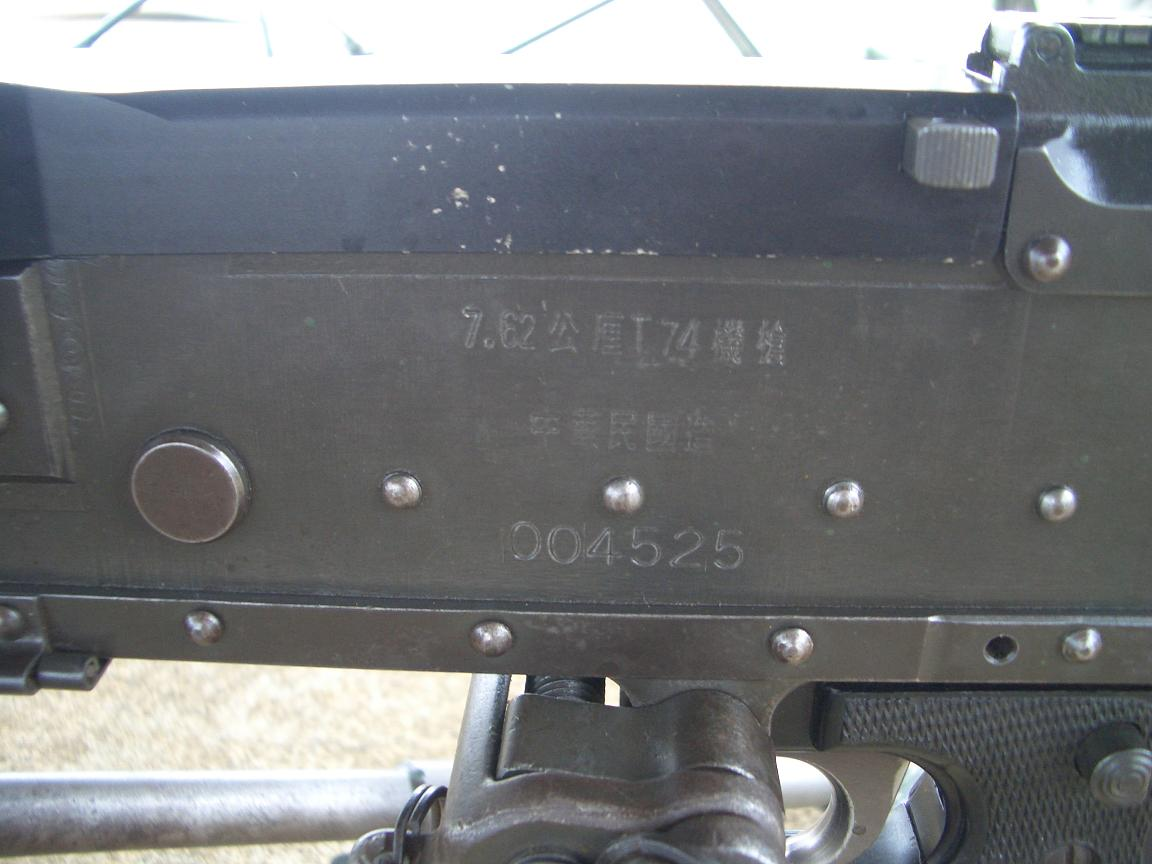
機匣圖片

## 衍生型
- 計畫主持人：王惠坡上校

T74另有一延伸產品：T86同軸機槍，或稱為T74V1車裝型排用機槍，原本是為了M-41D輕型戰車所開發的，但是M41並未大量改裝，所以T86同軸機槍亦無大量生產，目前CM-33 40公厘榴彈機槍裝步戰鬥車TS-96遙控槍塔、CM-34 30公厘機砲裝步戰鬥車之同軸機槍與車長機槍，輕型戰術輪車配備。

## 使用國家
- 中華民國
- 利比里亚[1][2][3]
- 约旦

## 外部連結
- 槍砲世界> Shrike 5.56™彈鍊式供彈上機匣（页面存档备份，存于）